# La cúspide
La cúspide (títol original: Highpoint) és un film d'acció canadenca de  1982 protagonitzada per Richard Harris, Christopher Plummer i Beverly D'Angelo. Ha estat doblat al català.
La pel·lícula va ser rodada principalment al Quebec, però presenta un salt de Dar Robinson que salta des de la Torre CN de Toronto el 1979. El saltador va fer servir un paracaigudes amagat sota l'abric.

## Argument
El començament és sinistre. L'home mort se suposa que és James Hatcher (Christopher Plummer), hereu de les immenses Indústries Hatcher. Lewis Kinney (Richard Harris) no sap res d'això. Un comptable britànic a l'atur i solter, gaudeixels plaers de "Lotus Land" i mentalment evita pensar el dia que ha de tornar a la seva pàtria gèlida. El destí decidirà d'una altra manera. Coneix la bonica Lise Hatcher (Beverly D Angelo) i la seva mare que està malalta de mort (Kate Reed) accidentalment. Això porta que la dona gran li ofereixi una ocupació com a xofer i guardaespatlles de la seva filla Lise. Accepta i aviat es veu involucrat en una intriga mortal que inclou la CIA, la màfia i 10 milions de dòlars desapareguts.

## Repartiment
- Richard Harris - Lewis Kinney
- Christopher Plummer - James Hatcher
- Beverly D'Angelo - Lise
- Kate Reid - Senyora Hatcher
- Peter Donat - Maronzella
- Robin Gammell - Banner
- Saul Rubinek - Centino
- Maury Chaykin - Falco